# Astra 4A
O Astra 4A (anteriormente denominado de Sirius 4) é um satélite de comunicação geoestacionário construído pela empresa Lockheed Martin ele está localizado na posição orbital de 5 graus de longitude leste e é operado pela SES. O satélite foi baseado na plataforma A2100AXS e sua vida útil estimada é de 15 anos.

## História
A SES Astra concedeu um contrato no início de janeiro de 2005 a Lockheed Martin para projetar e fabricar o satélite Sirius 4.
A primeira missão do Sirius 4 foi o de fornecer capacidade de substituição para os satélites Sirius 2 e Sirius 3 nos mercados nórdicos e bálticos, bem como para melhorar a cobertura em banda Ku na Europa Oriental e Rússia.
Como uma segunda missão o Sirius 4 proporciona um feixe largo de transponder de banda Ka para aplicações interativas na Escandinávia e nos Países Bálticos.
A terceira missão do Sirius 4 será fornecer um feixe com a cobertura da região subsaariana complementando a já existente fornecida pelos satélites Astra 2B e AMC-12 (também chamado inicialmente de Astra 4A). Esta missão foi apoiado por uma carga composta por seis transponders em banda Ku ativos e um transponder em banda Ka adicional para as interligações entre a África e a Europa. À medida que o satélite AMC-12 foi transferido para a New Skies Satellite, a designação Astra 4A foi alocado para o feixe subsaariana do satélite Sirius 4.
O satélite Astra 4A está localizado a 5 graus leste juntamente com o SES-5. Lançado em julho de 2012, este satélite fornece uma cobertura europeia e africana semelhante e foi originalmente chamado de Sirius 5, mas renomeado para Astra 4B em 2010 e, em seguida, a SES-5 em 2011.

## Lançamento
O satélite foi lançado com sucesso ao espaço no dia 17 de novembro de 2007, às 22:40 UTC, por meio de um veiculo Proton-M/Briz-M, lançado a partir do Cosmódromo de Baikonur no Cazaquistão. Ele tinha uma massa de lançamento de 4.385 kg.

## Capacidade e cobertura
O Astra 4A é equipado com 52 transponders em banda Ku e 2 em banda Ka, cobrindo a Europa e África.

## Uso anterior do nome
A designação Astra 4A foi originalmente dado em junho de 2005 aos 33 transponders do satélite NSS-10 (anteriormente chamado AMC-12) de propriedade da SES New Skies, então subsidiária da SES, e posicionado a 37,5 graus oeste para transmitir, dados, e telecomunicações para a África.
Para o satélite atual, a designação Astra 4A, foi aplicada inicialmente, apenas para o feixe FSS com cobertura na África, que oferecia seis transponders de 36 MHz para a África Subsaariana. O restante do satélite foi chamado de Sirius 4 naquela época (de novembro de 2007 a junho de 2010).